# Tramwaje w Opolu
Tramwaje w Opolu – niezrealizowany system tramwajowy w Opolu, który miał łączyć miasto z pobliskim Prószkowem.
Koncepcja uruchomienia w Opolu tramwajów wysunięta została w 1910, gdy Opole było stolicą rejencji i liczyło ponad 30 tys. mieszkańców. Bezpośrednim impulsem do podjęcia prac projektowych było uruchomienie w mieście elektrowni.
Zgodnie z przyjętymi założeniami, tramwaj miał wyruszać spod dworca kolejowego i kierować się w stronę granicy miasta przez Rynek, przeprawiając się przez most nad Odrą. Po wjechaniu na Zaodrze prawdopodobnie miał kierować się obecną ul. Spychalskiego do Szczepanowic i Wójtowej Wsi, które dopiero w 1936 zostały włączone w granice miasta. Położony na końcu projektowanej trasy Prószków był wówczas siedzibą Królewskiego Instytutu Pomologicznego, który generował ruch studentów i wykładowców z Opola. Ponadto w owym czasie przewidywano rozwój przestrzenny Opola w kierunku południowym, gdzie miały powstawać osiedla mieszkaniowe i zakłady przemysłowe.
| Projektowana trasa | Długość |
| --- | ------- |
| Dworzec Główny PKP – ul. Krakowska – pl. Wolności – Rynek – ul. Koraszewskiego – ul. Katedralna – pl. Piłsudskiego – ul. Spychalskiego – granica miasta – Szczepanowice – Wójtowa Wieś – Winów – Górki – Chrząszczyce – Złotniki – Prószków Rynek | ? km    |

Ostatecznie projekt nie został zrealizowany z kilku przyczyn: konieczności kosztownych wyburzeń w zabytkowym centrum, braku perspektyw co do rentowności połączenia przebiegającego w przeważającej mierze przez tereny wiejskie, wreszcie z powodu wybuchu I wojny światowej.
Po zakończeniu I wojny światowej próby realizacji inwestycji rozbijały się o kryzys finansów miejskich.
Aktualnie podstawowe miejskie dokumenty planistyczne nie przewidują funkcjonowania w Opolu sieci tramwajowej. Jedynie opracowany w 2014 Program rozwoju zintegrowanego systemu transportu miejskiego w Opolu – zarządzanie ruchliwością (mobility management) przewidywał możliwość wprowadzenia do miasta w 4 etapach komunikacji tramwajowej.
Po 1945 Miejski Zakład Komunikacji w Opolu kilkukrotnie uruchamiał podmiejską linię autobusową „P”, kursującą na trasie podobnej do planowanego przed 1914 tramwaju (Dworzec PKP – Prószków), jednak z powodów finansowych zawsze ją zawieszano.